# Мелець (гміна)
Гміна Мелець (пол. Gmina Mielec) — сільська гміна у східній Польщі. Належить до Мелецького повіту Підкарпатського воєводства.
Станом на 31 грудня 2011 у гміні проживало 12859 осіб.

## Територія
Згідно з даними за 2007 рік площа гміни становила 122.12 км², у тому числі:
- орні землі: 52.00%
- ліси: 40.00%

Таким чином, площа гміни становить 13.87% площі повіту.

## Населення
Станом на 31 грудня 2011:
| Опис     | Загалом | Загалом | Чоловіки | Чоловіки | Жінки | Жінки |
| -------- | ------- | ------- | -------- | -------- | ----- | ----- |
| одиниця  | осіб    | %       | осіб     | %        | осіб  | %     |
| все      | 12859   | 100     | 6428     | 49.99    | 6431  | 50.01 |
| міське   | 0       | 100     | 0        |          | 0     |       |
| сільське | 12859   | 100     | 6428     | 49.99    | 6431  | 50.01 |

## Сусідні гміни
Гміна Мелець межує з такими гмінами: Борова, Вадовіце-Ґурне, Ґавлушовіце, Мелець, Нівіська, Пшецлав, Радомишль-Великий, Тушув-Народови, Цмоляс, Чермін.